# Wayne Jarrett
Wayne Jarrett, född 1956 i stadsdelen Allman Town i Jamaicas huvudstad Kingston, är en jamaicansk roots reggae-sångare, "kriminellt" underskattad enligt den respekterade musikwebbplatsen Allmusic. Hans höga klara, något skälvande, tenor påminner både om barmdomskamraten Horace Andy och Sugar Minott i unga år. Jarrett , vars enda erfarenhet av sång var att han som barn "tvingats" sjunga i kör, flyttade 17 år gammal 1973 till Connecticut i USA, där hans föräldrar fanns sedan en tid tillbaka.. När han återvände 1976 släppte han sitt odödliga bidrag till reggaemusiken: singeln "Satta Dread", producerad av Bunny Lee. 
Jarrett reste sedan tillbaka till USA, mycket beroende på att striden mellan de två stora politiska partierna, med beväpnade ungdomsgäng vid fronten, började likna ett inbördeskrig. Han återvände emellertid till Jamaica för att spela in de två LP-skivan Chip In (1981), som producerades av Henry "Junjo" Lawes i Kingston. Han återvände därefter till USA, och spelade in den av Lloyd "Bullwackie" Barnes producerade LP:n Showcase Volume 1: Bubble Up. Det är ett album med sex roots reggae-låtar med en dub-version direkt efter varje låt. Artisten föll sedan i glömska tills ett tyskt medieföretag köpte skivbolaget Wackies och fann masterbanden till de två vinylskivorna, vilka återutgavs 2002 och 2005.

## Diskografi
Studioalbum
- 1981 – What's Wrong With The Youths (LP, Jah Life)
- 1981 – Chip In  (LP, Greensleeves, återutgiven 2007 LP/CD)
- 1982 – Showcase Volume 1 (LP, Wackie's, återutgiven 2004) (som Bubble Up i Storbritannien och Japan LP/CD)[4]
- 1984 – Inner Circle (LP Ashantites)